# George Mayer
George Mayer (fl. XX secolo) è stato un ginnasta e multiplista statunitense.

## Carriera
Mayer partecipò ai Giochi olimpici di Saint Louis 1904, dove vinse la medaglia di bronzo nella gara di concorso a squadre. Alla stessa Olimpiade giunse ventunesimo nel concorso generale individuale, quarto nel triathlon e trentanovesimo nel concorso a tre eventi.

## Palmarès
In carriera ha conseguito i seguenti risultati:
- Giochi olimpici

St. Louis 1904: medaglia di bronzo nel concorso a squadre.